# Reten
Reten, C18H18, är ett fast polycykliskt aromatiskt kolväte och utgör huvudbeståndsdel i vissa fasta barrträdshartser.

## Egenskaper
Reten förekommer naturligt i tjära som erhållits genom destillation av hartshaltig ved. Det kristalliserar i stora plattor, som smälter vid 98,5 °C och kokar vid 390 °C. Det är lättlösligt i varm eter och i varm isättika. Natrium och kokande amylalkohol reducerar reten till ett tetrahydroreten, medan om det upphettas med fosfor och jodvätesyra till 260 °C, bildas en dodekahydrid. Kromsyra oxiderar det till retenkinon, ftalsyra och ättiksyra. Det bildar ett pikrat, som smälter vid 123-124 ° C.

## Framställning
Reten härleds genom nedbrytning av specifika diterpenoider biologiskt framställda av barrträd.

## Förekomst
Det förekommer naturligt i tjära som erhållits genom destillation av harts från barrträd.
Förekomsten av spår av reten i luften är en indikator på skogsbränder; det är en väsentlig produkt av pyrolys av barrträd. Det är också närvarande i avloppsvatten från massa- och pappersbruk.

## Användning
Reten är, tillsammans med cadalen, simonellit och ip-iHMN, en biomarkör av högre växter, vilket gör det användbart för paleobotanisk analys av bergsediment. Förhållandet av reten/cadalen i sediment kan avslöja förekomsten av släktet Pinaceae i biosfären.